# Freeek!
"Freeek!" – electropopowa kompozycja autorstwa brytyjskiego wokalisty George'a Michaela, wydana jako singel marcem 2002 roku, następnie zawarta na albumie artysty zatytułowanym Patience (2004). Piosenka zawiera sample z innych utworów muzycznych: "Try Again" Aaliyah, "Breathe & Stop" rapera Q-Tipa oraz "N.T." grupy Kool and the Gang.

## Tło
"Freeek!", raczej nieodebrane przez krytykę we właściwy sposób, jest satyrą na współczesną, przepełnioną seksem kulturę, szczególnie telewizję oraz Internet.

## Listy utworów i formaty singla
CD-maxi singel (Polydor/570 681-2)
1. "Freeek!" – 4:33
2. "Freeek! (The Scumfrogs Mix)" – 6:41
3. "Freeek! (Moogymen Mix)" – 8:29

## Teledysk
Futurystyczny wideoklip do utworu "Freeek!", podobnie zresztą jak sam singel, wzbudził wiele kontrowersji, między innymi przez wzgląd na swoją erotyczną wymowę. Dziś teledysk uznawany jest nie tylko za kultowy, uchodzi też za jeden z najdroższych w historii muzyki pop. Jego reżyserią zajął się Joseph Kahn, znany ze współpracy z takimi artystami, jak Lady Gaga, Christina Aguilera, U2, Britney Spears czy Backstreet Boys. Przeplatają się w nim m.in. motywy sadomasochizmu, miłości lesbijskiej oraz fetyszyzmu.

## Pozycje na listach przebojów
"Freeek!" stało się europejskim przebojem 2002 roku, plasując się w pierwszych dziesiątkach notowań wielu krajów. Osiągnęło zresztą szczyt zestawień hiszpańskich, włoskich, duńskich, portugalskich oraz chorwackich, przywracając tym samym George'a Michaela na piedestał rynku muzycznego w tych państwach (wcześniejszym singlem #1 artysty był w nich "Careless Whisper", wydany w połowie lat 80.).

### Notowania
| Notowanie (2002)                                | Najwyższa pozycja |
| ----------------------------------------------- | ----------------- |
| Chorwacja − Croatian Singles Chart              | 1                 |
| Dania − Tracklisten                             | 1                 |
| Hiszpania − PROMUSICAE Top 50 Singles           | 1                 |
| Portugalia − Portugal Top 50                    | 1                 |
| Włochy − F.I.M.I. Singles Chart                 | 1                 |
| Szwajcaria − Swiss Music Top 100 Singles        | 2                 |
| Grecja − Greece Top 20                          | 4                 |
| Australia − Australian ARIA Singles Chart       | 5                 |
| Finlandia − YLE Singles Chart                   | 6                 |
| Świat − United World Chart                      | 6                 |
| Austria − Ö3 Austria Top 40                     | 7                 |
| Francja − SNEP Singles Chart                    | 7                 |
| Niemcy − Media Control Top 100 Singles          | 7                 |
| Norwegia − VG-lista Top 20 Singles              | 7                 |
| Wielka Brytania − UK Singles Chart              | 7                 |
| Holandia − Dutch Top 40                         | 8                 |
| Belgia − Ultratop                               | 11                |
| Irlandia − Irish Singles Chart                  | 14                |
| Nowa Zelandia − New Zealand RIANZ Singles Chart | 15                |
| Szwecja − Sverigetopplistan                     | 26                |